# 차이커뮤니케이션
차이커뮤니케이션(CHAI Communication)는 대한민국의 디지털 광고 기업이다. 본사는 서울특별시 강남구 논현로 132길 40(논현동, 차이빌딩)에 위치해 있다. 대표이사는 최영섭이다. X(트위터)의 글로벌 미디어 공식대행사이다.

## 상장
2024년 한국제11호스팩과 합병을 통해 상장하였다.

## 같이 보기
- 드림인사이트
- 레뷰코퍼레이션

## 참고 문헌
1. ↑  최용석, 차이커뮤니케이션, 뉴진스와 함께 K-관광 매력 전 세계에 소개, 동아경제, 2024년 7월 19일
2. ↑  한경우차이커뮤니케이션 "코스닥 상장 예심 통과…생성형 AI 기반 성장 가속화", 한국경제, 2024년 5월 31일
3. ↑  진영기, '스팩 합병' 차이커뮤니케이션, 코스닥 상장 첫날 '약세', 한국경제,  2024년 9월 27일
4. ↑  김영문, 최영섭 차이커뮤니케이션 대표, 포브스, 2021.11.23
5. ↑  이지운, 차이커뮤니케이션, 트럼프 'AI 차르직' 신설… X 공식대행사·AIO 부각, 머니S, 2024.11.27
6. ↑  이경호, ‘젊은 윤여정’ 광고 만든 차이커뮤니케이션, 코스닥 상장, 뉴스웰, 2024.09.27